# Груббия
Груббия (лат. Grubbia) — род цветковых растений, единственный в монотипном семействе Груббиевые (лат. Grubbiaceae). Содержит 3 вида.

## Ареал
Эндемик Капской флористической области в Южной Африке.

## Ботаническое описание
Груббия представляет собой небольшой ксерофитный кустарник до 1,5 м высотой. Листья супротивные, простые, кожистые, без прилистников.
Цветки в соцветиях — головках. Цветки мелкие, двуполые, с радиальной симметрией и 4 прицветниками. Имеется 8-12 фертильных тычинок. Два сросшихся плодолистика образуют общую нижнюю завязь. Односемянные синкарпные плоды объединены в конусообразное соплодие.

## История
Вид Grubbia был назван шведским ботаником Петером Йонасом Бергиусом в 1767 году в журнале Kongliga Vetenskaps Academiens Handlingar в честь шведского ботаника Мишеля Грубба (англ. Michael Grubb).

## Таксономия
В 1977 году род Груббия пересмотрел американский ботаник Шервин Карлквист (англ. Sherwin Carlquist). Grubbia gracilis, Grubbia hirsuta, и Grubbia pinifolia, некоторыми авторами выделяемые в ранг вида, он записал как подвиды или вариации вида Grubbia rosmarinifolia. Некоторые учёные относили к семейству Груббиевые и второй род, стробилокарпус (лат. Strobilocarpus), однако Карлвист включил два вида этого рода, Strobilocarpus rourkei и Strobilocarpus tomentosa, в род Груббия.
Молекулярные филогенетические исследования показали, что груббия является близким родственником куртисии (лат. Curtisia), другого рода из Южной Африки. Предлагалось даже объединить их в одно семейство, однако такая классификация не была признана системой APG III (2009).
По информации базы данных The Plant List (на июль 2016), род включает 3 вида:
- Grubbia rosmarinifolia P.J.Bergius
- Grubbia rourkei Carlquist
- Grubbia tomentosa (Thunb.) Harms